# Gustaf Kjellin
Gustaf Kjellin, född 1714, död 1785, var en svensk präst.
Kjellin var komminister i Kroppa och Lungsund och senare kyrkoherde i Karlskoga församling från 1773.
Kjellin gifte sig med Brita Dalberg. I äktenskapet föddes sonen Nils Kjellin som efterträdde honom som kyrkoherde.